# 福山シティFC
福山シティフットボールクラブ（ふくやまシティフットボールクラブ、英語: FUKUYAMA CITY FOOTBALL CLUB）は、広島県福山市をホームタウンに、備後エリア（広島県福山市、尾道市、三原市、府中市、世羅郡世羅町、神石郡神石高原町、岡山県井原市、笠岡市）及び広島県全域で活動する社会人サッカークラブ。Jリーグ加盟を目指すクラブの一つである。呼称は福山シティFC（ふくやまシティエフシー）。

## 歴史
2015年6月に福山青年会議所などにより設立された任意団体「福山にプロサッカークラブをつくろう会」を法人化した「一般社団法人福山スポーツコミュニティクラブ」の傘下クラブとして2017年2月に福山SCCの名称で創設される。
2017年・2018年は広島県東部サッカーリーグ3部（県5部相当）を2年連続全勝優勝。2018年の広島県地区社会人サッカーリーグ決勝大会で準優勝すると、県リーグ2部入替戦でDandelionに7-1で勝利し広島県社会人サッカーリーグ2部に昇格を果たす。実質的に県5部から県2部への飛び級となった。
2019年11月、クラブ名を福山シティFCに変更し、同時に運営法人名も「一般社団法人福山シティクラブ」に変更した。
2020年、県リーグ1部を全勝優勝。中国地域県リーグ決勝大会を勝ち抜いたものの、新型コロナウイルスの影響によるレギュレーション変更により中国リーグ昇格を見送られた。全広島サッカー選手権大会（天皇杯県予選）決勝でSRC広島を破り、天皇杯初出場。本大会では準々決勝まで駒を進め、同年J3優勝のブラウブリッツ秋田に1-3で敗れたものの初出場にしてベスト8の成績を残した。なおこの大会は新型コロナウイルスの感染拡大による特殊なレギュレーションで行われたため、記録上はベスト8だが実際に残っていたのは6クラブであった。
2021年、県リーグ1部Bブロックを全勝、優勝決定戦でAブロック1位のESPERNZA FCを14-0で下し県リーグ1部優勝を果たす。中国地域県リーグ決勝大会でもBブロックで優勝し、中国サッカーリーグに昇格。また、2年連続の出場となった第101回天皇杯は1回戦で松江シティFCを2-1で下したものの、2回戦で清水エスパルスに敗れた。
2023年4月、ジュニアユースとジュニアFUKUYAMA、ジュニアYAHATAからなるアカデミーを設立。将来的にはユースや社会人セカンドチーム（U-21）も設立する予定である。さらに、福山市の新浜浄化センター跡地に、前年11月から約3億3000万円かけて建設が進められていたクラブ専用グラウンド「エヴォルヴィンフットボールフィールド」が7月末に竣工、同月30日の中国リーグ第13節NTN岡山戦がこけら落としとなった。

## 戦績
| 年度 | 所属               | 順位 | 勝点 | 試合 | 勝 | 分 | 敗 | 得点 | 失点 | 得失差 | 天皇杯       | 監督       | 備考                                      |
| 2017 | 広島県東部3部      | 優勝 | 27   | 9    | 9  | 0  | 0  | 42   | 3    | 39     | 県予選不参加 | 木村圭介   |                                           |
| 2018 | 広島県東部3部      | 優勝 | 33   | 11   | 11 | 0  | 0  | 67   | 1    | 66     | 県予選敗退   | 加藤賢士   |                                           |
| 2019 | 広島県2部          | 優勝 | 33   | 11   | 11 | 0  | 0  | 107  | 5    | 102    | 県予選敗退   | 加藤賢士   |                                           |
| 2020 | 広島県1部Aブロック | 優勝 | 15   | 5    | 5  | 0  | 0  | 41   | 0    | 41     | 準々決勝敗退 | 小谷野拓夢 | 中国地域県リーグ決勝大会Aブロック優勝     |
| 2021 | 広島県1部Bブロック | 優勝 | 18   | 6    | 6  | 0  | 0  | 54   | 0    | 54     | 2回戦敗退    | 小谷野拓夢 | 中国地域県リーグ決勝大会Bブロック優勝     |
| 2022 | 中国               | 優勝 | 47   | 18   | 15 | 2  | 1  | 60   | 10   | 50     | 2回戦敗退    | 小谷野拓夢 | 第58回全社1回戦敗退 地域CL1次ラウンド敗退 |
| 2023 | 中国               | 優勝 | 54   | 18   | 18 | 0  | 0  | 69   | 6    | 63     | 県予選敗退   | 上野展裕   | 第59回全社1回戦敗退 地域CL4位             |
| 2024 | 中国               | 優勝 | 45   | 18   | 14 | 3  | 1  | 71   | 13   | 58     | 2回戦敗退    | 森亮太     | 第60回全社1回戦敗退 地域CL1次ラウンド敗退 |
| 2025 | 中国               |      |      | 18   |    |    |    |      |      |        |              | 小谷野拓夢 |                                           |

注釈
1. ↑  新型コロナウイルスの感染拡大により2020年シーズンの広島県1部は、1部所属の14チームを7チーム毎のAブロック・Bブロックに分けて1回戦総当りのリーグ戦を行う。各ブロック上位2クラブ（計4クラブ）のみが、ノックアウト方式の代表決定戦に進出し、上位2クラブが中国地域県リーグ決勝大会に進出する。
2. ↑  佐川急便中国サッカー部の棄権により、試合数が6から5に減少した。
3. ↑  2021年シーズンの広島県1部は、1部所属の14チームを7チーム毎のAブロック・Bブロックに分けて1回戦総当りのリーグ戦を行う。各ブロック同順位同士で1試合行い最終順位を決定する。各ブロック1位同士で行う優勝決定戦勝者が中国地域県リーグ決勝大会に進出する。

## タイトル

### リーグ戦
- 中国サッカーリーグ
  - 2022，2023，2024
- 広島県社会人サッカーリーグ1部
  - 2020，2021
- 広島県社会人サッカーリーグ2部
  - 2019
- 広島県東部サッカーリーグ3部
  - 2017, 2018

### カップ戦
- 全広島サッカー選手権大会（天皇杯県予選）
  - 2020, 2021, 2022, 2024

## 所属選手・スタッフ
2025年

### スタッフ
| 役職     | 氏名       | 前職                        | 備考 |
| 監督     | 小谷野拓夢 | ガイナーレ鳥取 ヘッドコーチ | 再任 |
| GKコーチ | 楫 知己    | 筑波大学蹴球部 GKコーチ     | 新任 |

### 選手
| Pos | No. | 選手名           | 前所属                         | 備考                |
| GK  | 1   | 菊地大輝         | 東京23FC                       |                     |
| GK  | 21  | 村田要           | 阪南大学                       |                     |
| GK  | 31  | 松野輝樹         | ブリオベッカ浦安               | 新加入              |
| GK  | 41  | ユン・チャンヨン | 多度津FC                       | 新加入              |
|     |     |                  |                                |                     |
| DF  | 2   | 二宮和輝         | FCマルヤス岡崎                 |                     |
| DF  | 3   | 平松遼太郎       | 奈良クラブ                     |                     |
| DF  | 5   | 黒宮渉           | いわきFC                       |                     |
| DF  | 6   | 髙田健吾         | 原田鋼業FC                     |                     |
| DF  | 15  | 荻野元伸         | 立命館大学                     | 新加入              |
| DF  | 32  | 横山凌雅         | 京都橘大学                     | 新加入              |
| DF  | 39  | 代健司           | テゲバジャーロ宮崎             | 新加入 期限付き移籍 |
|     |     |                  |                                |                     |
| MF  | 4   | 田路耀介         | ラインメール青森               |                     |
| MF  | 7   | 藤井敦仁         | 関西学院大学                   |                     |
| MF  | 8   | 塚田裕介         | 新潟医療福祉大学               |                     |
| MF  | 11  | 高橋大樹         | 北陸大学                       |                     |
| MF  | 14  | 若宮健人         | SSVgフェルバート02             |                     |
| MF  | 17  | 角田薫平         | アルビレックス新潟シンガポール |                     |
| MF  | 19  | 小池陸斗         | ソニー仙台FC                   | 新加入              |
| MF  | 20  | 田口駿           | ブリオベッカ浦安               |                     |
| MF  | 22  | 松井治輝         | FCマルヤス岡崎                 | 新加入              |
| MF  | 25  | 名執龍           | 中京大学                       |                     |
| MF  | 26  | 野浜友哉         | 立命館大学                     |                     |
| MF  | 30  | 澤田健太         | カマタマーレ讃岐               |                     |
| MF  | 33  | 杉浦力斗         | テゲバジャーロ宮崎             |                     |
| MF  | 47  | 髙木大輝         | 関西学院大学                   |                     |
| MF  | --  | 稗田凌太         | FCバレイン下関                 | 新加入              |
|     |     |                  |                                |                     |
| FW  | 9   | ソン・ホギョン   | エリース豊島FC                 | 新加入              |
| FW  | 10  | 吉井佑将         | ガイナーレ鳥取                 |                     |
| FW  | 29  | 大久保龍一       | 立命館大学                     |                     |
| FW  | --  | 小野関虎之介     | ザスパ群馬                     | 新加入 期限付き移籍 |

### 期限付き移籍加入の選手
| Pos | 選手名       | 移籍元             | 移籍期間                      | 備考                 |
| DF  | 代健司       | テゲバジャーロ宮崎 | 2024年7月8日 - 2026年1月31日  | 宮崎との対戦出場不可 |
| FW  | 小野関虎之介 | ザスパ群馬         | 2025年8月13日 - 2026年1月31日 | 群馬との対戦出場不可 |

## 歴代所属選手
- 木和田匡：2019
- 帷智行：2019-2021
- 飛田裕大：2020-2021
- 松岡憧：2020-2023
- 曽我大地：2020-2023
- 磯江太勢：2020-2023
- 大野秀和：2021
- 濱口草太：2021-2023
- 曽田一騎：2022
- 伊東進之輔：2023
- 本石捺：2023

## ユニフォーム

### クラブカラー
- 2017年 - 2019年：  赤、  青
- 2020年 - 現在：  白、  黄

### ユニフォームスポンサー
| 掲出箇所   | スポンサー名 | 表記             | 掲出年       | 備考                               |
| 胸         | なし         | -                | -            |                                    |
| 鎖骨       | いちご       | いちご           | 2022年11月 - | 右側に掲出                         |
| 背中上部   | ベイシス     | Basis            | 2021年8月 -  |                                    |
| 背中下部   | コーコス信岡 | GLADIATOR        | 2021年3月 -  | 2021年 - 2023年は「GLaDIaTOR」表記 |
| 袖         | 一富士興業   | ICHIFUJI NETWORK | 2021年 -     |                                    |
| パンツ前面 | なし         | -                | -            |                                    |
| パンツ背面 | 日塗         | NITTO            | 2022年5月 -  |                                    |

### ユニフォームサプライヤーの遍歴
- 2017年：アシックス
- 2018年：1st - レジット、2nd - アシックス→レジット
- 2019年：ミズノ
- 2020年 - 現在：スクアドラ

### 歴代ユニフォームスポンサー表記
| 年度 | 箇所                                    | 箇所       | 箇所   | 箇所                 | 箇所      | 箇所                      | 箇所                                                                            | 箇所       | サプライヤー                      |
| 年度 | 胸                                      | 鎖骨右     | 鎖骨左 | 背中上部             | 背中下部  | 袖                        | パンツ前面                                                                      | パンツ背面 | サプライヤー                      |
| 2017 | -                                       | -          | -      | -                    | -         | -                         | -                                                                               | -          | asics                             |
| 2018 | - / Furec （2nd）                       | -          | -      | - / サンエス （2nd） | -         | - / CLAZY OF LIFE （2nd） | - / SK （2nd）                                                                  | -          | LEGIT （1st） asics→LEGIT （2nd） |
| 2019 | Crazy Plus Llc. Peace is from Hiroshima | -          | -      | 株式会社 サンエス    | Furec     | #ヒグトレ                 | 一般社団法人中国ウェルネス スポーツネットワーク CHUGOKU WELLNESS SPORTS NETWORK | -          | Mizuno                            |
| 2020 | - / SHIFT                               | -          | -      | -                    | -         | - / FML福山臨床           | - / 岩本不動産 IWAMOTO REAL ESTATE                                              | -          | Squadra                           |
| 2021 | SHIFT                                   | -          | -      | - / Basis            | GLaDIaTOR | ICHIFUJI NETWORK          | TRUNKL LIFESTYLE BASE                                                           | -          | Squadra                           |
| 2022 | SHIFT                                   | - / いちご | -      | Basis                | GLaDIaTOR | ICHIFUJI NETWORK          | 備後漬物                                                                        | - / NITTO  | Squadra                           |
| 2023 | MSERRNT                                 | いちご     | -      | Basis                | GLaDIaTOR | ICHIFUJI NETWORK          | -                                                                               | NITTO      | Squadra                           |
| 2024 | MSERRNT                                 | いちご     | -      | Basis                | GLADIATOR | ICHIFUJI NETWORK          | -                                                                               | NITTO      | Squadra                           |
| 2025 | -                                       | いちご     | -      | Basis                | GLADIATOR | ICHIFUJI NETWORK          | -                                                                               | NITTO      | Squadra                           |

## 育成組織（アカデミー）
2023年4月にU-9（ジュニア）、U-13（ジュニアユース）、U-12（スクール）を設立。2021年に業務提携した、八幡FCを前身とする福山シティFC YAHATAと合わせて、アカデミーの体制が確立した。また、ジュニアユース一期生が高校進学する2026年4月を目処にU-18（ユース）の設立が決定しており、神石高原町に人工芝サッカー場を整備している。

## 協定
- 福山市（2021年11月19日締結）

包括連携に関する協定を締結。福山市と連携し、スポーツによるにぎわい創出等に相互に協力して取り組むことによって、福山市の活力と魅力の向上に寄与することを目的とする。
- 神石高原町・株式会社MSERRNT・福山シティFC 三者間包括連携協定（2023年1月13日締結）

三者が相互に協力して連携することにより、これまでの概念にとらわれない新しい発想を生み出し、神石高原町を活性化させ、神石高原から日本を変える挑戦を推し進めていくための最良のパートナーとなることを目的とする。
- 英数学館高校（2023年7月締結）

部員減により2011年3月から活動休止となっていた同校サッカー部を2024年4月から13年振りに再開するにあたり、連携協定を締結。練習環境の確保や部員のキャリア教育などに取り組む。

## ソサイチチーム
2023年9月27日、日本ソサイチ連盟と福山シティクラブは中国リーグの設立と「福山シティソサイチクラブ」を発足しリーグ参戦を発表した。全国で8地域目のリーグとなり12チームが参加。2023年12月から試合を行っている。

## 事件
2023年7月21・22・30日の計3回、施設内のグランドの防球ネットが刃物のようなもので切られているのをクラブが確認した。クラブは、福山東警察署に被害届を提出し警察は器物損壊事件として捜査している。クラブは防犯カメラを4台追加で設置するなどの対応を実施した。また、このような行為を強く非難するとともに決して認めることできないとし、法的措置も視野に入れた厳正な対処をしていくとしている。

## 不祥事
2023年11月12日午前1時ごろ、福山シティFCジュニアチームコーチが運転する車が信号待ちで停車していた車に追突する事故を起こし、駆けつけた警察官が検査したところ、コーチの呼気から基準を大きく超える1リットル当たり0.55mgのアルコールが検出された
。コーチは「酒を飲んで車を運転したことは間違いありません」と容疑を認め、「居酒屋で飲んで帰宅する途中だった」などと供述しコーチは翌13日に釈放された。福山シティFCは「子どもたちの未来を託されている私たちとしても痛切の極みであり、信頼を裏切る形となり心からお詫び申し上げます」とコメントした。